# Michael Stanislaw
Michael Stanislaw (Leoben, 1987. június 5. –) osztrák labdarúgó, jelenleg az SV Horn középpályása.

## Pályafutása
2013. január 1-én szerződést bontott vele az Egri FC.